# Storholmen (vid Vessölandet, Borgå)
Storholmen är en ö i Finland. Den ligger i Finska viken och i kommunen Borgå i den ekonomiska regionen  Borgå i landskapet Nyland, i den södra delen av landet. Ön ligger omkring 41 kilometer öster om Helsingfors.
Öns area är 4,2 hektar och dess största längd är 380 meter i sydväst-nordöstlig riktning.